# Patricia Russo

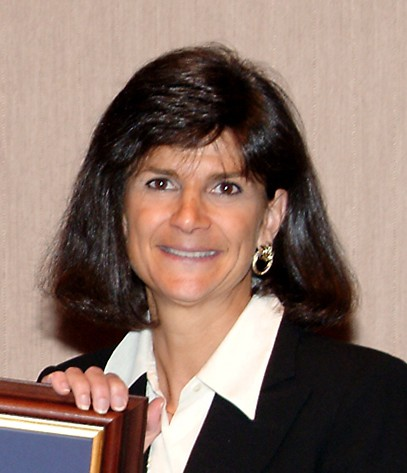
Patricia Russo (2004)

Patricia „Pat“ Fiorello Russo (* 12. Juni 1952 in Trenton, New Jersey) ist eine US-amerikanische Managerin.

## Leben
Russo studierte an der Georgetown University und erwarb im Jahr 1973 ihren Bachelor of Arts (B.A.) in Politikwissenschaften und Geschichte und absolvierte das „Advanced Management Program“ (AMP) der Harvard University im Jahr 1989.
Von ihrer ersten Arbeitsstelle bei IBM wechselte sie zu AT&T und übernahm 2002 die Leitung von Lucent Technologies. Russo führte das Unternehmen zurück in die Gewinnzone und in eine Fusion mit der deutlich größeren Alcatel. Am 1. Dezember 2006 startete der neue Konzern Alcatel-Lucent, und Russo führte sein operatives Geschäft.
Forbes listete Russo in den Top Ten der „The World’s 100 Most Powerful Women“.
Im Juli 2008 gab Alcatel-Lucent das Ausscheiden von Russo und dem ehemaligen Chef von Alcatel, Serge Tchuruk, dem damaligen Verwaltungsratsvorsitzenden bekannt. Alcatel-Lucent hatte seit dem Merger mehr als 60 % seines Börsenwertes verloren.
Am 23. Juli 2009 wurde Pat Russo als Mitglied des Aufsichtsrats von General Motors bekanntgegeben. Am 1. November 2015 wird sie Vorsitzende des Aufsichtsrats des neu entstehenden Unternehmens Hewlett Packard Enterprise.
Russo ist verheiratet und hat zwei Stiefkinder.

## Posten
- seit 1995: Director im Board von Merck & Co.[5]
- 2001–2002: Chief Operating Officer von Eastman Kodak
- 2002–2008: Chief Executive Officer von Lucent Technologies (ab 2006: Alcatel-Lucent)
- seit 2009: Director im Board von General Motors
- seit 2015: Chairwoman von Hewlett Packard Enterprise